# Ian Scott-Kilvert
Ian Scott-Kilvert (n. 26 mai 1917, Hampstead⁠(d), Anglia, Regatul Unit al Marii Britanii și Irlandei – d. 8 octombrie 1989) a fost un editor și traducător britanic. A lucrat pentru British Council, publicând o serie de eseuri-pamflet referitoare la scriitorii britanici, și a fost președinte al Byron Society. Printre traducerile sale au fost mai multe texte clasice, mai ales de Plutarh și Polybius, ce au fost publicate în seria Penguin Classics.

## Biografie
Născut în Hampstead, Ian Scott-Kilvert a urmat studii la Harrow School, pentru care a jucat cricket, și la Caius College, Cambridge, specializându-se în literatura engleză. La începutul celui de-al Doilea Război Mondial era un militant pacifist ce activa pentru Friends' Ambulance Unit. În 1941 s-a căsătorit cu Elisabeth Dewart. A fost încorporat mai târziu în armată: parașutat în Epir ca ofițer al Special Operations Executive în 1944, el a preluat controlul teritoriului său pe măsură ce Armata Germană s-a retras.
În 1946 s-a alăturat organizației British Council, iar din 1962 până în 1967 a fost director al publicațiilor sale și al departamentului de înregistrări audio. În 1966 a divorțat de soția sa. A făcut parte din consiliul și comitetul Ligii Anglo-Elenice și a îndeplinit funcția de președinte al secției britanice și internaționale ale Byron Society.
Scott-Kilvert a fost editor general al Writers and their Work, care a fost inițiată la scurt timp după război ca o „serie bibliografică de suplimente pentru a British Book News”,  publicată de British Council și National Book League. Seria a inclus în cele din urmă sute de articole, iar Scott Kilvert a redactat articolele referitoare la A. E. Housman și John Webster.

## Lucrări
- 'Introduction', Zorba the Greek de Nikos Kazantzakis. Traducere de Carl Wildman, 1952.[11]
- A. E. Housman, London: Longmans, Green & Co. for the British Council and the National Book League, 1955. Writers and their work, no. 69.
- (tr.) The age of Alexander: nine Greek lives de Plutarh. Penguin, 1960.
- John Webster, London: Longmans, Green, 1964. Writers and their work, no. 175.
- (tr.) Makers of Rome: Nine Lives de Plutarh. Penguin, 1965.
- (tr.) The Rise of the Roman Empire de Polybius. Penguin, 1979.
- (tr.) The Roman history: the reign of Augustus de Cassius Dio. Penguin, 1987.